# Châtel (Ain)
Pour l’article homonyme, voir Châtel.
Pour l’article ayant un titre homophone, voir Chatel.
Châtel, est un hameau rattaché à Culoz qui est une commune française, située dans le département de l'Ain et la région Auvergne-Rhône-Alpes.
Ses habitants s'appellent les Chatellois et les Chatelloises.

## Géographie

### Localisation
Le village est situé dans l'Ain à 3 kilomètres de Culoz sur la rive droite du Rhône, dans une partie aménagée et canalisée après les différentes installations hydrauliques de la Compagnie nationale du Rhône.
Un barrage Hydro-électrique (achevé en 1981) se situe aux limites du lieu-dit de "La Malourdie" qui fait partie intégrante du village.
Le hameau est également situé au pied du Grand Colombier, qui termine la chaîne du Jura et se trouve à quelques kilomètres des premiers contreforts des Alpes.

### Climat
Châtel connait des étés chauds propres à un climat semi-continental, propices à la culture de certains cépages, mais avec des précipitations importantes. Les hivers sont marqués par l'influence montagnarde, un peu adoucis par les dernières influences océaniques venant buter sur les montagnes, apportant des précipitations importantes au pied des reliefs.

## Toponymie
Châtel tire l'origine de son nom de Chastel utilisé en Ancien Français pour désigner le château.
Effectivement, le village se situe au pied des vestiges d'un château appelé communément château des Sarrasins.

## Histoire
À l'origine, le village fut bâti à côté du château des Sarrasins et l'on peut apercevoir encore aujourd'hui les ruines du hameau d'origine.
C'est la raison pour laquelle, on emploie la dénomination de "Châtel d'en-haut" pour le désigner, afin de le distinguer de l'emplacement actuel du village en contrebas où il n'y avait alors que des granges.(On constate d'ailleurs cette situation sur les cartes Napoléoniennes rédigées en 1813).
Selon la légende, le château des Sarrasins aurait été édifié au VIIIe siècle par des Sarrasins qui remontaient le Rhône.
Toutefois, aucune étude archéologique n'ayant été conduite jusqu'ici, le mystère demeure entier…
Pour autant, la présence de l'homme en ces lieux remonte bien avant le VIIIe siècle lors de l'occupation Romaine, la "Fontaine des Fées" étant un des derniers témoignages de cette époque parvenu jusqu'à nous.
Au cours des premiers siècles du Moyen Âge, Châtel change à plusieurs reprises de royaume.
À la fin du Xe siècle, le village fait partie des territoires du Saint-Empire romain germanique.
Puis, Châtel est sous la protection du duché de Savoie à partir du XIe siècle et est notamment administré par la Maison de Salteur, famille de bourgeois originaire de Rumilly, et portant les titres de Marquis de Samoëns (1699), Serraz (1755), comtes de Saint-Pierre-de-Soucy ; seigneurs de Châtel et de Culoz, Curtilles, Landaize, Molettes, Montprovens, La Salle, Villette.

## Culture et patrimoine

### Lieux et monuments
- Château des Sarrasins.
- Fontaine des Fées (période gallo-romaine).
- Pierre-des-Morts.
- Ruines du village de Châtel-d'en-Haut.

### Héraldique
| Armes de Châtel | Châtel porte le blason de la Maison de Salteur : De gueules, à une bande échiquier d'or et d'azur de trois traits, accompagnée de deux étoiles d'or (ou d'argent). |

## Médias
En matière de radiophonie, les habitants de Châtel peuvent, entre autres, écouter comme radios locales Radio ISA sur la bande 96.4 FM ainsi que Hot Radio sur 98.1 FM ou RCF Pays de l'Ain sur 92.8 FM ou encore ODS RADIO sur 88.2.